# Stockenboi
Stockenboi (tiếng Slovene: Štokboj) là một đô thị thuộc huyện Villach-Land bang Carinthia, trong thung lũng Gailtal Alps giữa sông Drava và hồ Weissen. Đô thị này gồm Katastralgemeinden Stockenboi, Tragail, Wiederschwing và Ziebl.